# Witvleugelelfje
Het witvleugelelfje (Malurus leucopterus) is een zangvogel uit de familie Maluridae (elfjes).

## Verspreiding en leefgebied
De soort komt wijdverspreid voor in Australië en telt drie ondersoorten:
- M. l. leucopterus: Dirk Hartogeiland.
- M. l. edouardi: Barroweiland.
- M. l. leuconotus: westelijk, centraal, zuidelijk en oostelijk Australië.

## Status
De grootte van de populatie is niet gekwantificeerd maar de soort wordt omschreven als algemeen in een groot deel van zijn verspreidingsgebied. Op de Rode lijst van de IUCN heeft deze soort de status niet bedreigd.